# U-Bahnhof Kiekut
Der U-Bahnhof Kiekut ist eine Haltestelle der Hamburger U-Bahn-Linie U1 in der schleswig-holsteinischen Gemeinde Großhansdorf.
Das Kürzel der Station bei der Betreiber-Gesellschaft Hamburger Hochbahn lautet „KI“.

## Anlage
Der Bahnhof verfügt über einen etwa 120 m langen Mittelbahnsteig im Einschnitt. Die Station liegt einige Meter südlich der Straße „Bei den Rauhen Bergen“, die von einer Brücke über den Einschnitt geführt wird. Der Zugang befindet sich am nördlichen Ende des Bahnsteigs an der Straße „Barkholt“.
Die Anlage ist nicht barrierefrei erreichbar, ein Umbau ist wegen zu geringer Fahrgastzahlen auch nicht geplant.

## Geschichte
Der Bahnhof wurde nach einem Entwurf von Eugen Göbel um 1915 gebaut, ging aber zur Aufnahme des elektrischen Zugverkehrs auf dem Großhansdorfer Zweig 1921 noch nicht in Betrieb, sondern wurde erst ein Jahr später eröffnet, damals noch ohne Bahnhofsgebäude.
Das zur Fertigung von Stromschienen nach dem Ersten Weltkrieg demontierte Gleis wurde nicht mehr neu verlegt, daher findet seit der Eröffnung nur auf einem Gleis Zugverkehr statt.
1954 und 1994 wurde der Zugang umgestaltet.

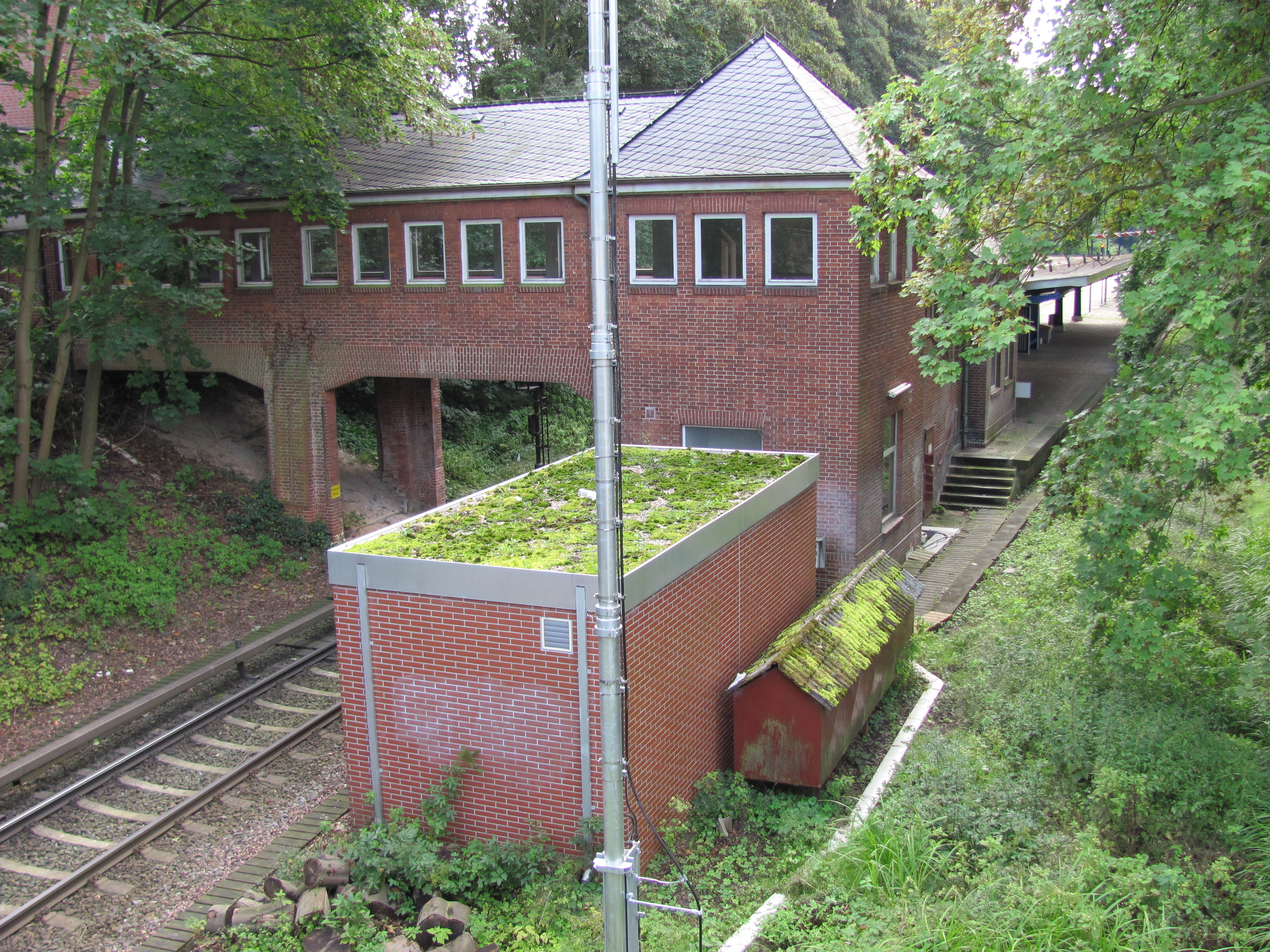
Die Zugangsbrücke

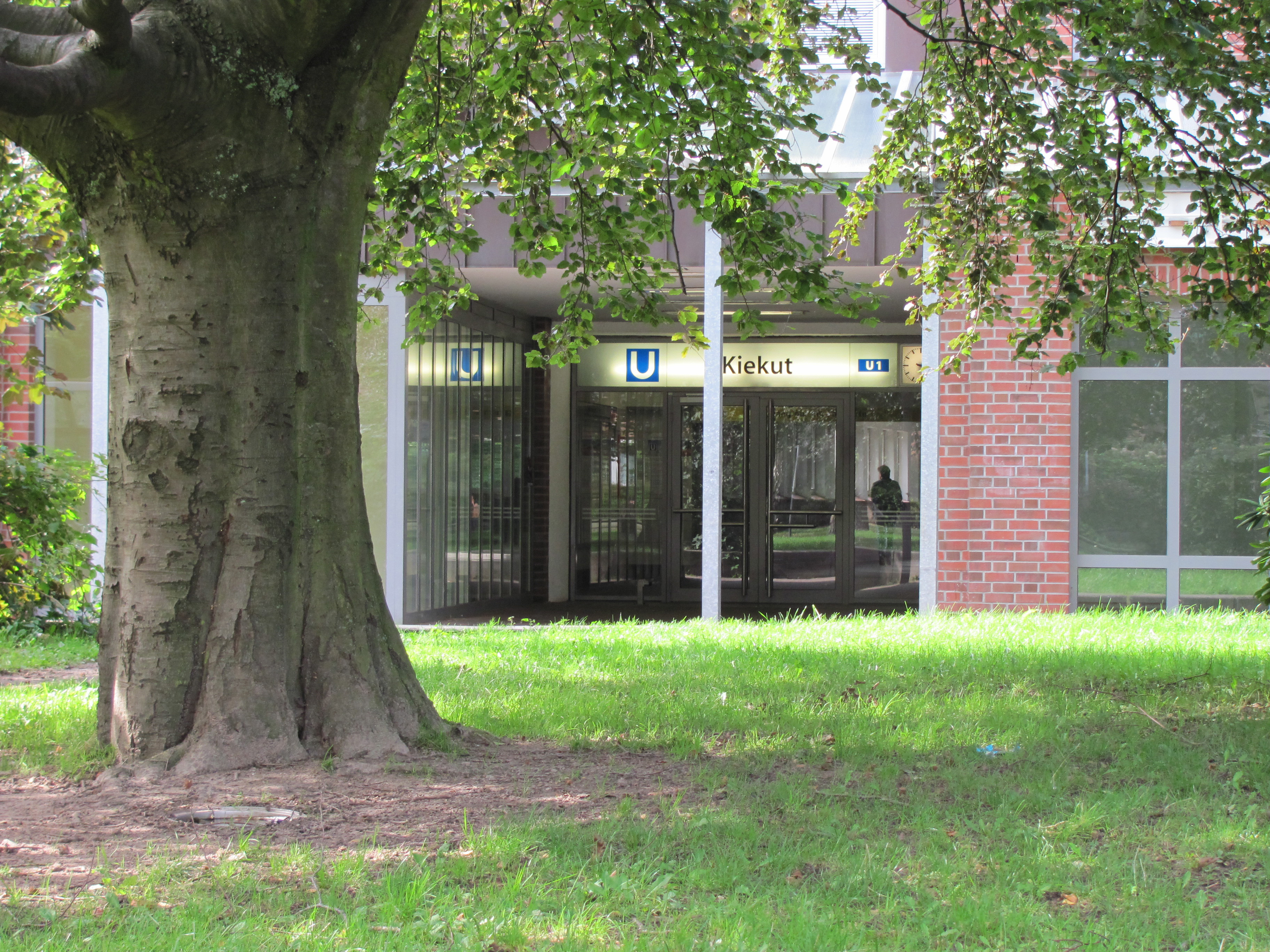
Der Eingang

| Linie | Verlauf |
| ----- | --- |
| U 1   | Norderstedt Mitte – Richtweg – Garstedt – Ochsenzoll – Kiwittsmoor – Langenhorn Nord – Langenhorn Markt – Fuhlsbüttel Nord – Fuhlsbüttel – Klein Borstel – Ohlsdorf – Sengelmannstraße (City Nord) – Alsterdorf – Lattenkamp (Sporthalle) – Hudtwalckerstraße – Kellinghusenstraße – Klosterstern – Hallerstraße – Stephansplatz (Oper/CCH) – Jungfernstieg – Meßberg – Steinstraße – Hauptbahnhof Süd – Lohmühlenstraße – Lübecker Straße – Wartenau – Ritterstraße – Wandsbeker Chaussee – Wandsbek Markt – Straßburger Straße – Alter Teichweg – Wandsbek-Gartenstadt – Trabrennbahn – Farmsen – Oldenfelde – Berne – Meiendorfer Weg – Volksdorf / Streckenast Ohlstedt – Buckhorn – Hoisbüttel – Ohlstedt \ Streckenast Großhansdorf – Buchenkamp – Ahrensburg West – Ahrensburg Ost – Schmalenbeck – Kiekut – Großhansdorf |